# Desmodium
Desmodium és un gènere de plantes dins la família de les fabàcies. La delimitació d'aquest gènere ha anat canviant al llarg del temps. Conté uns tres centenars d'espècies. La majoria són plantes inconspiques; poques tenen flors grosses o brillants, la majoria són herbàcies o petits arbusts. Cada llavor es dispersa individualment tancada en el seu segment, això fa que algunes siguin males herbes molt persistents..

## Usos

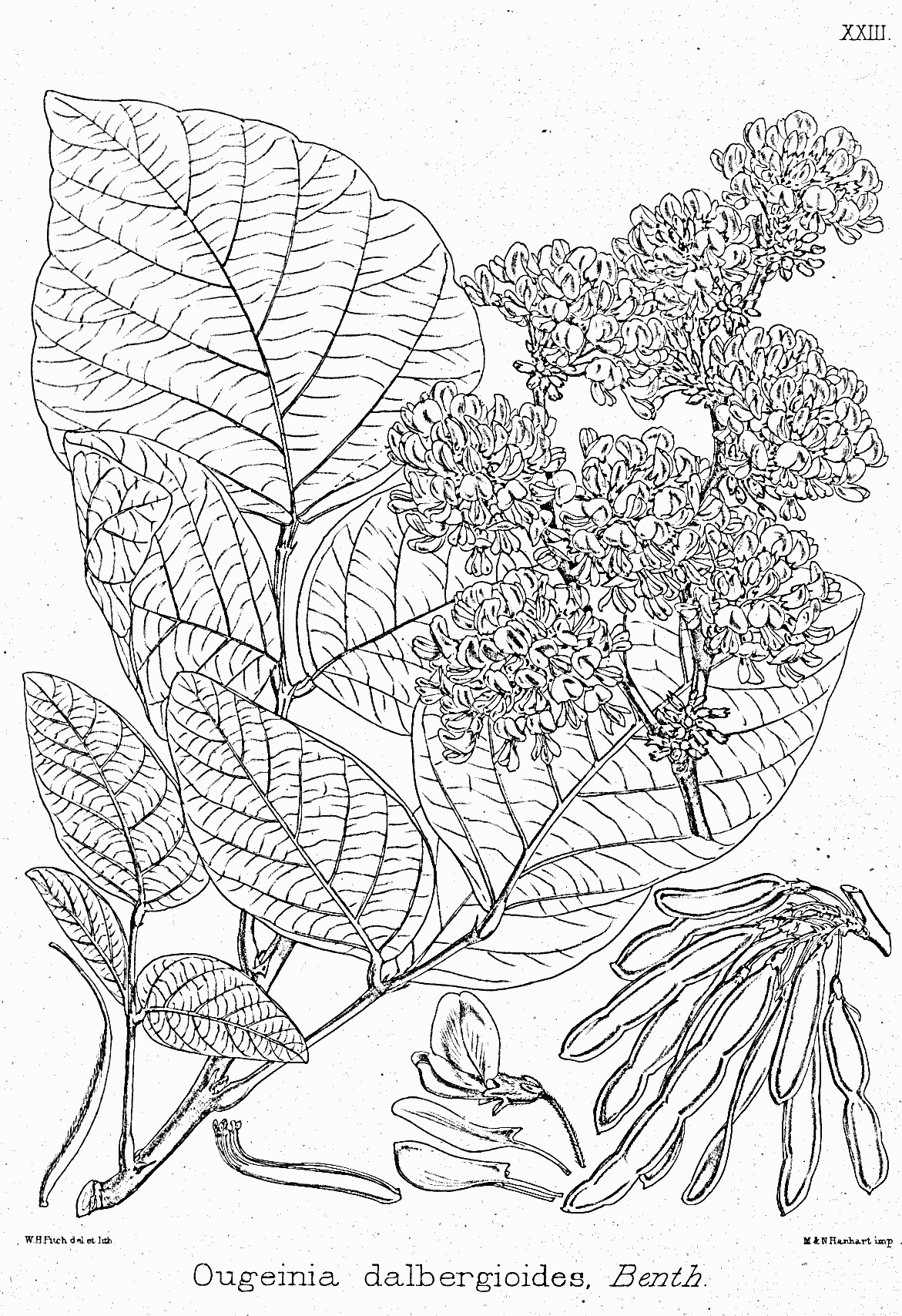
Desmodium oojeinense Dietrich Brandis (1874): Illustrations of the Forest Flora of North-West and Central India.

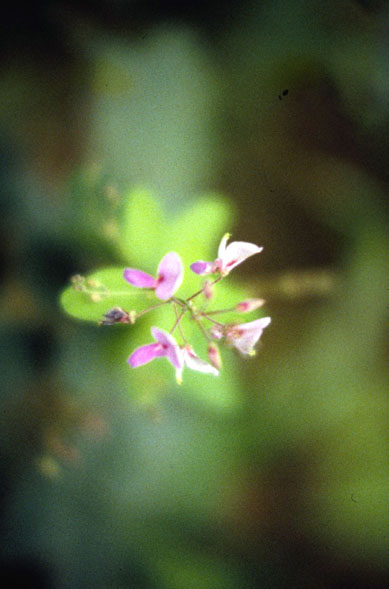
Desmodium paniculatum,flors

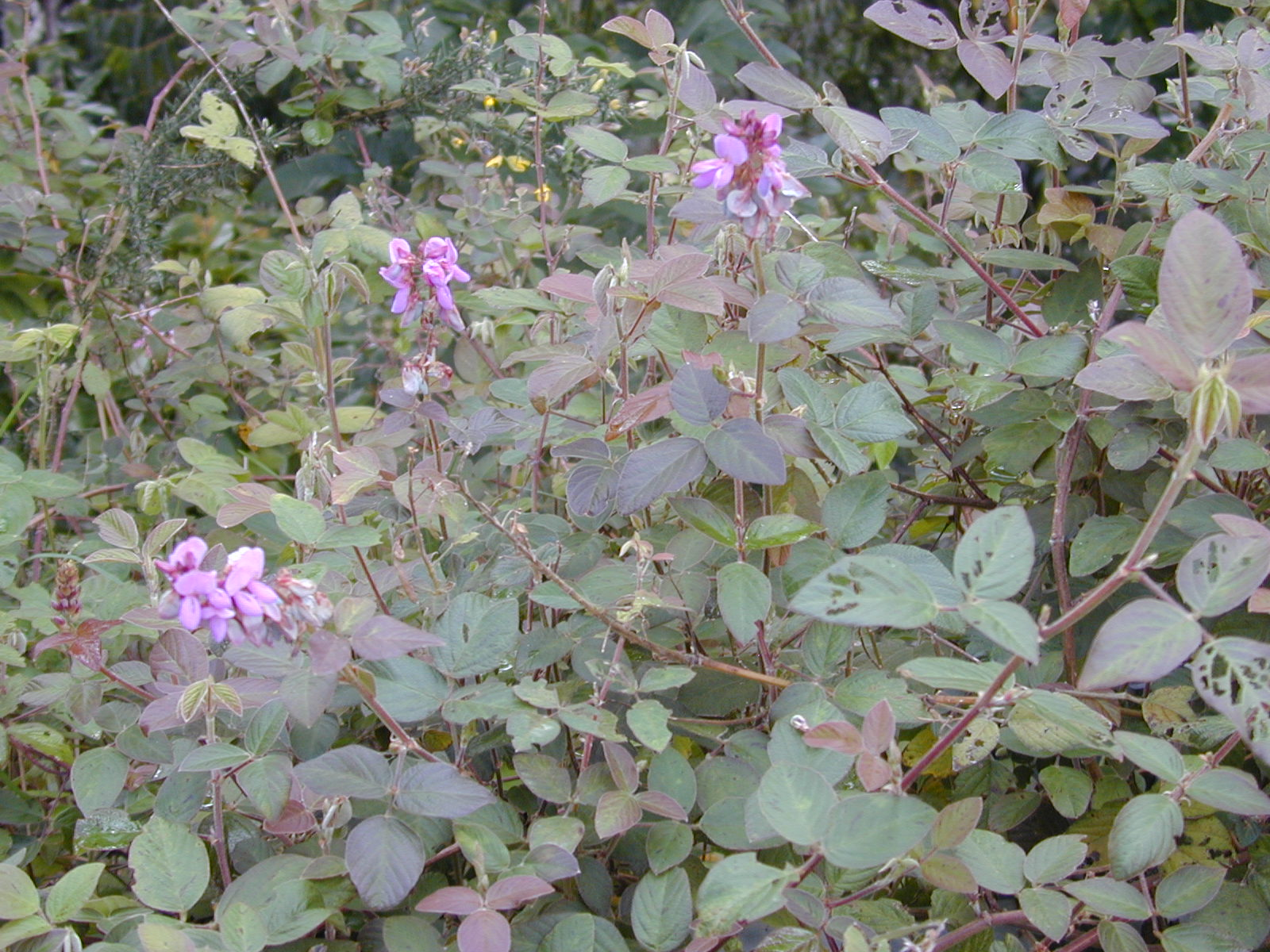
Desmodium intortum

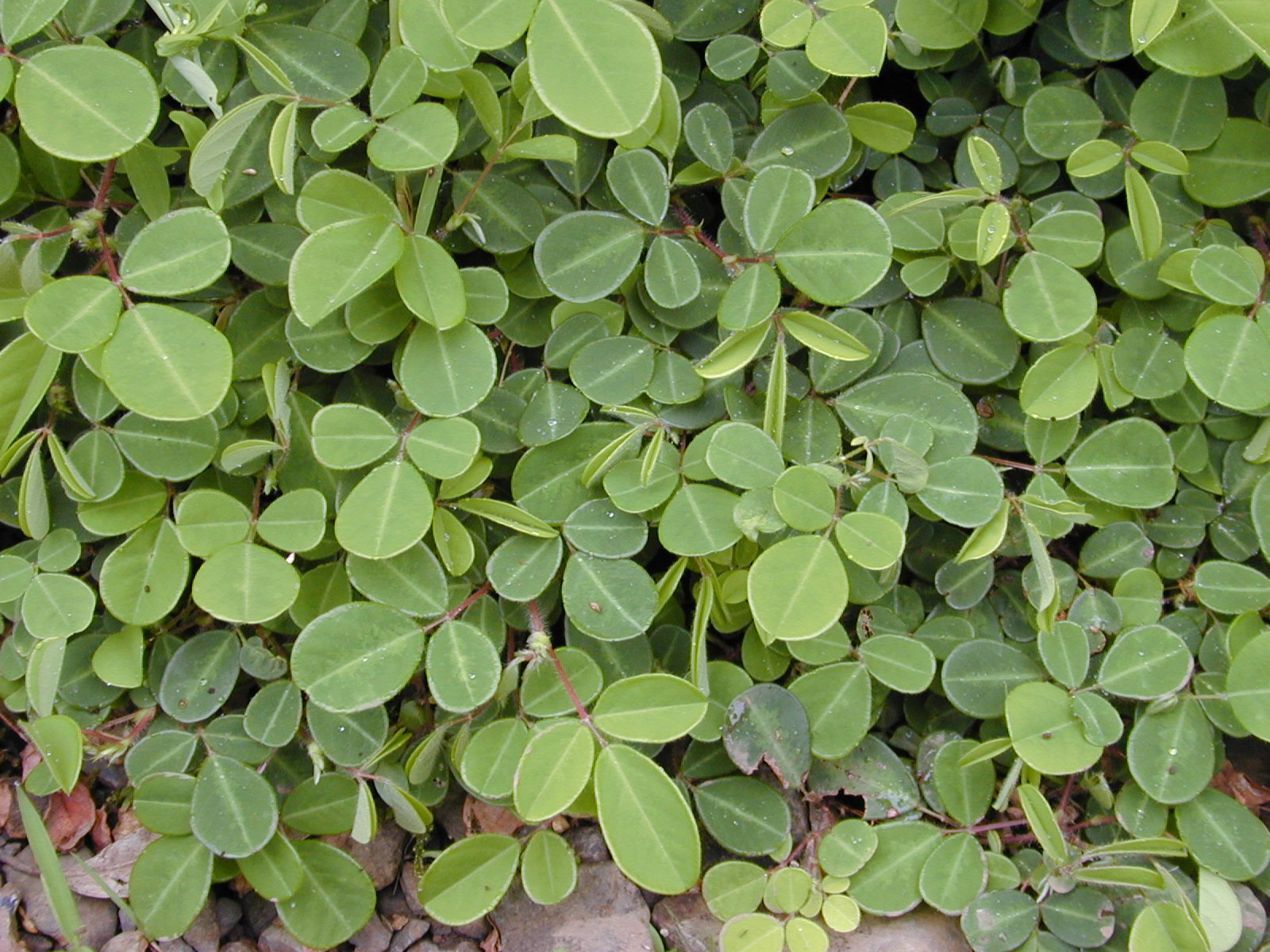
Desmodium triflorum

Algunes espècies de Desmodium contenen metabòlits secundaris potents. Es fan servir en l'agricultura pel seu contingut en antixenòtics i al·lomones que repel·leixen els insectes i per compostos amb propietat d'alel·lopatia que maten les males herbes. Per exemple, D. intortum i D. uncinatum es fan servir de coberta verda en la dacsa i sorgo per repel·lir Chilo partellus un barrinador. També suprimeix Striga asiatica i S. hermonthica.
Espècies d'aquest gènere són útils com adob verd i també són plantes farratgeres.
Algunes espècies de Desmodium contenen gran quantitat de l'alcaloide triptamina.

## Taxonomia i sistemàtica
La taxonomia i la sistemàtica de les espècies de Desmodium és molt confusa i no està encara resolta. Els gèneres que hi estan relacionats són: Codariocalyx, Hylodesmum, Lespedeza, Ohwia i Phyllodium i de vegades estan inclosos dins Desmodium.
Algunes espècies són:

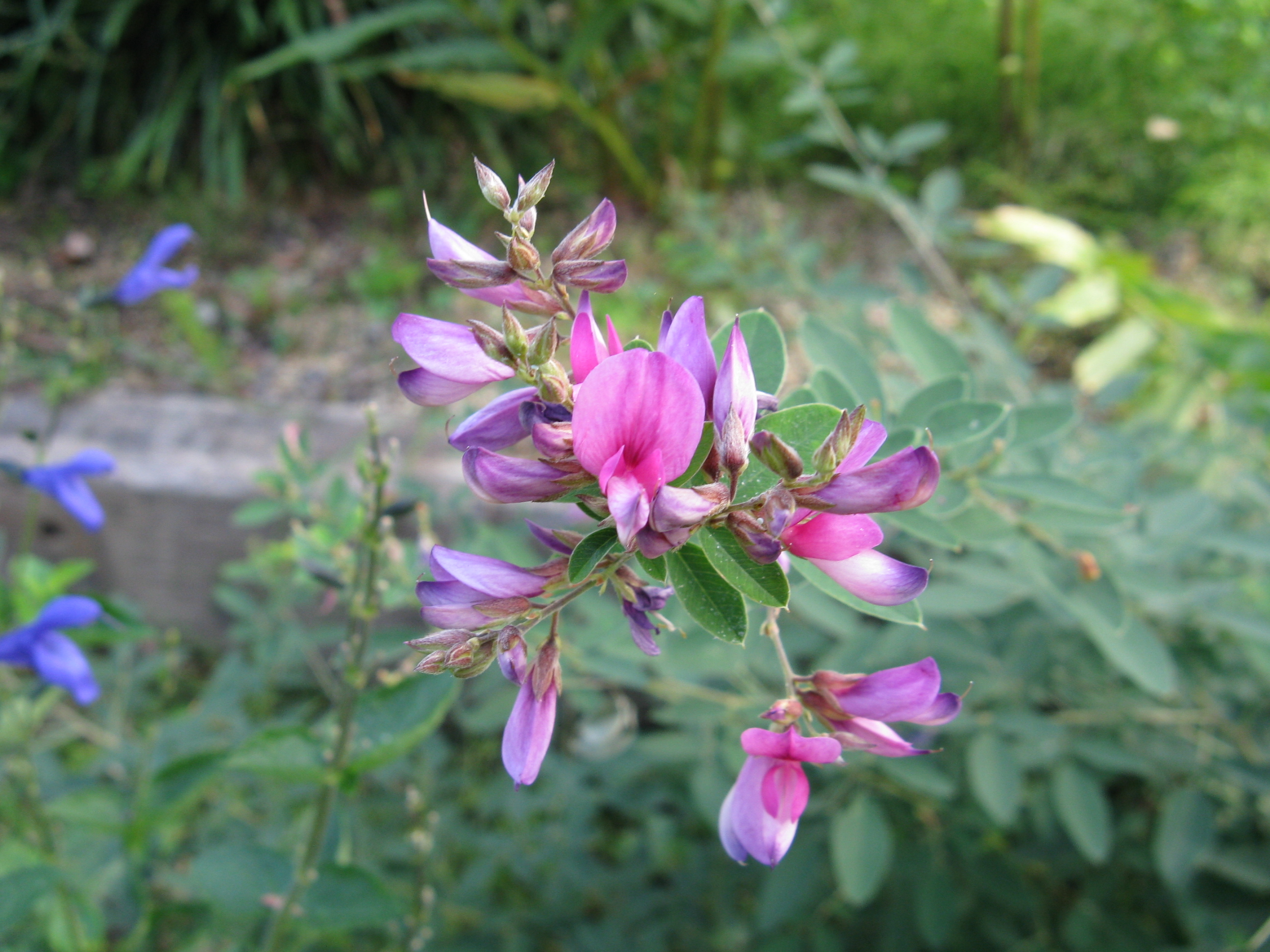
Lespedeza thunbergii abans com Desmodium formosum i Desmodium thunbergii

- Desmodium acanthocladum F.Muell.
- Desmodium adscendens DC.
- Desmodium canadense
- Desmodium canescens
- Desmodium ciliare (Muhl.) DC.
- Desmodium concinnum DC.
  - Desmodium concinnum var. concinnum (= D. penduliflorum Benth.)
- Desmodium cuspidatum (Muhl.) Loudon
- Desmodium dillenii Darl. (sovint considerada una varietat de D. paniculatum)
- Desmodium discolor Vog.
- Desmodium elegans DC.
- Desmodium gangeticum
- Desmodium glabrum (Mill.) DC. (= D. molle (Vahl) DC.)
- Desmodium glutinosum (Willd.) Alph. Wood
- Desmodium hookerianum D. Dietr. (= D. podocarpum Hook. & Arn.)
- Desmodium illinoense
- Desmodium incanum
- Desmodium intortum
- Desmodium khasianum (= D. oxyphyllum auct. non DC.)
- Desmodium laxiflorum DC. (= D. incanum sensu auct.)
- Desmodium lineatum (Michx.) DC.
- Desmodium marilandicum (L.) DC.
- Desmodium nemorosum F.Muell. ex Benth.
- Desmodium neomexicanum (= D. bigelovii, D. humile, D. lilloanum, D. parvum, D. spirale auct. non DC. non Griseb. non (Sw.) DC., D. spirale (Sw.) DC. var. bigelovii)
- Desmodium nudiflorum (L.) DC.
- Desmodium oojeinense
- Desmodium ospriostreblum (= D. spirale DC., D. tortuosum sensu Hepper)
- Desmodium paniculatum (L.) DC.
- Desmodium perplexum
- Desmodium procumbens (= D. spirale (Sw.) DC., D. sylvaticum, D. tenuiculum)
- Desmodium psilocarpum
- Desmodium rhytidophyllum F.Muell. ex Benth.
- Desmodium rigidum (Ell.) DC.
- Desmodium rotundifolium (Michx.) DC.
- Desmodium spirale Griseb. (en disputa)
- Desmodium tortuosum (Sw.) DC.
- Desmodium triflorum
- Desmodium uncinatum
- Desmodium varians (Labill.) G.Don

Espècies incloses anteriorment a dins Desmonium:
- Codariocalyx motorius – (com D. gyrans, D. motorium, D. roylei)
- Hylodesmum laxum (com D. laxum DC.)
  - Hylodesmum laxum ssp. laxum (com D. austro-japonense, D. bambusetorum, D. gardneri auct. non Benth., D. laxiflorum sensu Miq., D. laxum var. kiusianum, D. laxum ssp. laxum, D. podocarpum auct. non DC. non Hook. & Arn., D. podocarpum DC. var. gardneri sensu Bedd., D. podocarpum DC. var. laxum)
- Hylodesmum leptopus (com D. gardneri Benth., D. laxum auct. non DC., D. laxum ssp. leptopus, D. leptopus, D. tashiroi)
- Hylodesmum podocarpum (com D. podocarpum DC., D. podocarpum DC. var. indicum, D. podocarpum DC. var. japonicum)
  - Hylodesmum podocarpum ssp. oxyphyllum (com D. fallax var. mandshuricum, D. japonicum, D. mandshuricum, D. oxyphyllum DC., D. podocarpum DC. var. mandshuricum, D. podocarpum DC. ssp./var. oxyphyllum, D. podocarpum DC. var. polyphyllum, D. podocarpum DC. var. typicum, D. racemosum)
- Lespedeza thunbergii (com D. formosum, D. thunbergii)
  - Lespedeza thunbergii var. thunbergii (as D. penduliflorum Oudem.)
- Ohwia caudata (com D. caudatum)
- Phyllodium pulchellum (com D. pulchellum)